# 格兰博 (西北梅克伦堡县)
格兰博是德国梅克伦堡-前波莫瑞州的一个市镇。总面积19.81平方公里，总人口660人，其中男性336人，女性324人（2011年12月31日），人口密度33人/平方公里。